# Organizzazione della Chiesa cattolica

Lo stemma ufficiale della Città del Vaticano.

L'organizzazione della Chiesa cattolica è l'organizzazione e il governo della Chiesa cattolica.

## Assetto organizzativo generale

L'emblema della Santa Sede, adottato nel 2000.

Al vertice della Chiesa cattolica vi è il Papa che presiede la Curia romana, che rappresenta la massima autorità della chiesa cattolica. A sua volta la Curia è ripartita in Congregazioni e i Pontifici Consigli; il Cardinal Segretario di Stato - che occupa una posizione assimilabile al primo ministro di uno Stato laico - presiede la Segreteria di Stato della Santa Sede. Dispone inoltre di un proprio corpo normativo - il diritto canonico - di organi giudiziari, nonché di una forza di polizia, il Corpo della gendarmeria dello Stato della Città del Vaticano e di una forza armata, la Guardia svizzera pontificia.
Dal punto di vista territoriale, la Chiesa cattolica è ripartita in regioni ecclesiastiche e provincie ecclesiastiche, dal punto di vista amministrativo è organizzata in quelle che il codice di diritto canonico definisce Chiese particolari, come le arcidiocesi e le diocesi, a loro volta ripartite in parrocchie, e in ogni Stato del mondo esiste poi una conferenza episcopale. Dal punto di vista dei rapporti internazionali, il sommo pontefice può inviare uno o più legati pontifici presso altri Stati o istituzioni, ne vari Stati mondiali può essere poi presente una nunziatura apostolica, alla quale è preposto un nunzio apostolico.

## Le figure
La potestà giurisdizionale del vescovo per la sua diocesi, del presbitero per la sua parrocchia, cessa al raggiungimento dell'età della pensione al compimento del 75º anno, oltre il quale rimangono ministri ordinati senza alcuna giurisdizione e possono essere attribuite solo cariche onorifiche quali il "cardinalato"; il ministero petrino o papale è invece a vita.

### Il Papa
Il capo della Chiesa è il vescovo di Roma, il quale è anche successore di "Pietro apostolo", e come tale viene chiamato "papa", è eletto dai cardinali in un conclave ed è al vertice degli organi di governo della Chiesa cattolica.
L'ufficio del papa prende il nome di papato, mentre la sua giurisdizione ha il nome di Santa Sede - la più importante delle sedi apostoliche - ed è ente di diritto internazionale.

### I cardinali
Il  cardinale è un prelato, designato dal papa cui è immediatamente sottostante nella gerarchia cattolica e - secondo il codice di diritto canonico - è un suo diretto collaboratore. Questa collaborazione si esercita nel ricoprire i più importanti incarichi nella Curia romana (presidenza di organi o dicasteri) oppure come vescovi delle diocesi importanti nel mondo, considerate cardinalizie per importanza o tradizione ecclesiale.

### I vescovi
I vescovi sono i successori degli apostoli, sono nominati dal Papa e sono a capo delle diocesi. Hanno il compito di ordinare i nuovi preti e diaconi e di amministrare il sacramento della confermazione. Un arcivescovo è titolare invece di una arcidiocesi. Per particolari motivi possono anche avere il titolo di metropolita.
I vescovi più importanti sono nominati cardinali dal Papa mediante apposite funzioni denominate concistori. I cardinali formano il collegio cardinalizio che ha come compito principale l'elezione del nuovo Papa durante il conclave. Ricoprono le cariche dei dicasteri della Curia romana e sono messi a capo delle diocesi più importanti (arcidiocesi) e dei patriarcati.

### I presbiteri
I presbiteri sono collaboratori del vescovo e sono chiamati parroci se sono a capo di una parrocchia. Le parrocchie sono le più piccole unità amministrative della Chiesa e sono riunite in vicariati (o foranie, o decanati). Uno dei parroci del vicariato ricopre la carica di vicario, coordinatore del territorio. I presbiteri secolari o regolari che abbiano giurisdizione in un foro esterno sono detti prelati.

### I diaconi
Il diacono è un ministro di culto che ha ricevuto il primo grado del sacramento dell'ordine in alcune confessioni cristiane (cattolica, ortodossa e anglicana).